# Powiat Coesfeld
Powiat Coesfeld (niem. Kreis Coesfeld) – powiat w Niemczech, w kraju związkowym Nadrenia Północna-Westfalia, w rejencji Münster. Stolicą powiatu jest miasto Coesfeld.

## Podział administracyjny
Powiat Coesfeld składa się z:
- pięciu gmin miejskich (Stadt)
- sześciu gmin wiejskich (Gemeinde)

Gminy miejskie:
| Lp. | Nazwa gminy miejskiej | Ludność (31.12.2010) | Powierzchnia km² |
| --- | --------------------- | -------------------- | ---------------- |
| 1   | Billerbeck            | 11.522               | 91,06            |
| 2   | Coesfeld              | 36.345               | 141,05           |
| 3   | Dülmen                | 46.762               | 184,58           |
| 4   | Lüdinghausen          | 24.195               | 140,40           |
| 5   | Olfen                 | 12.215               | 52,43            |

Gminy wiejskie:
| Lp. | Nazwa gminy wiejskiej | Ludność (31.12.2010) | Powierzchnia km² |
| --- | --------------------- | -------------------- | ---------------- |
| 1   | Ascheberg             | 14.956               | 106,28           |
| 2   | Havixbeck             | 11.801               | 53,01            |
| 3   | Nordkirchen           | 10.434               | 52,39            |
| 4   | Nottuln               | 19.871               | 85,64            |
| 5   | Rosendahl             | 10.905               | 94,23            |
| 6   | Senden                | 20.778               | 109,31           |